# Meißner (Gemeinde)
Meißner ist eine Gemeinde im Werra-Meißner-Kreis in Hessen.

## Geographie

### Lage
Meißner liegt am Krösselberg zwischen dem Hohen Meißner und dem Tal der Werra im Geo-Naturpark Frau-Holle-Land (Werratal.Meißner.Kaufunger Wald), etwa 40 km südöstlich von Kassel. Im Gemeindegebiet befindet sich der überregional bekannte Frau-Holle-Teich.

### Nachbargemeinden
Meißner grenzt im Norden an die Gemeinde Berkatal, im Osten an die Stadt Eschwege, im Süden an die Gemeinde Wehretal und die Stadt Waldkappel, sowie im Westen an die Stadt Hessisch Lichtenau (alle im Werra-Meißner-Kreis).

### Gliederung
Die Gemeinde besteht aus den sieben Ortsteilen Abterode (Sitz der Gemeindeverwaltung), Alberode, Germerode, Vockerode, Weidenhausen, Wellingerode und Wolfterode.

## Geschichte
Die Gemeinde Meißner entstand am 31. Dezember 1971 im Zuge der im Zuge der Gebietsreform in Hessen, durch den Zusammenschluss der bis dahin selbständigen Gemeinden Abterode, Alberode, Germerode, Vockerode, Weidenhausen und Wellingerode. Die Gemeinde Wolfterode kam am 1. Januar 1974 kraft Landesgesetz hinzu.

## Politik

### Gemeindevertretung
Die Kommunalwahl am 14. März 2021 lieferte folgendes Ergebnis, in Vergleich gesetzt zu früheren Kommunalwahlen:
| Gemeindevertretung – Kommunalwahlen 2021                                                                   | Gemeindevertretung – Kommunalwahlen 2021                    |
| --- | ----------------------------------------------------------- |
| Stimmenanteil in %Wahlbeteiligung 68,0 % 6050403020100 53,4 (−3,1)23,3 (+4,4)23,3 (−1,3) SPDÜWGCDU20162021 | SitzverteilungInsgesamt 15 Sitze - SPD: 8 - ÜWG: 4 - CDU: 3 |

| Parteien und Wählergemeinschaften | Parteien und Wählergemeinschaften           | % 2021 | Sitze 2021 | % 2016 | Sitze 2016 | % 2011 | Sitze 2011 | % 2006 | Sitze 2006 | % 2001 | Sitze 2001 |
| SPD                               | Sozialdemokratische Partei Deutschlands     | 53,4   | 8          | 56,5   | 13         | 56,1   | 13         | 50,0   | 12         | 50,0   | 12         |
| ÜWG                               | Überparteiliche Wählergemeinschaft Meißner  | 23,3   | 4          | 18,9   | 4          | 20,5   | 5          | 27,2   | 6          | 24,5   | 5          |
| CDU                               | Christlich Demokratische Union Deutschlands | 23,3   | 3          | 24,6   | 6          | 23,4   | 5          | 22,8   | 5          | 25,5   | 6          |
| Gesamt                            | Gesamt                                      | 100,0  | 15         | 100,0  | 23         | 100,0  | 23         | 100,0  | 23         | 100,0  | 23         |
| Wahlbeteiligung in %              | Wahlbeteiligung in %                        | 68,0   | 68,0       | 67,0   | 67,0       | 67,9   | 67,9       | 69,5   | 69,5       | 72,8   | 72,8       |

### Bürgermeister
Nach der hessischen Kommunalverfassung wird der Bürgermeister für eine sechsjährige Amtszeit gewählt, seit dem Jahr 1993 in einer Direktwahl, und ist Vorsitzender des Gemeindevorstands, dem in der Gemeinde Meißner neben dem Bürgermeister ehrenamtlich ein Erster Beigeordneter und fünf weitere Beigeordnete angehören. Bürgermeister ist seit dem 1. Januar 2003 Friedhelm Junghans (SPD), der bis dahin büroleitender Beamter der Gemeindeverwaltung war. Er wurde als Nachfolger von Adolf Fritz (SPD), der nach vier Amtszeiten nicht wieder kandidiert hatte, am 13. Oktober 2002 in einer Stichwahl bei 79,5 Prozent Wahlbeteiligung mit 55,9 Prozent der Stimmen gewählt. Es folgten drei Wiederwahlen, jeweils ohne Gegenkandidaten, zuletzt, pandemiebedingt verschoben, im März 2021. Durch die verschobene Wahl verschob sich der Beginn der vierten Amtszeit um vier Monate auf den 1. Mai 2021.
Amtszeiten der Bürgermeister
- 2003–2027 Friedhelm Junghans (SPD)[9]
- 1979–2002 Adolf Fritz (SPD)[10]

### Wappen
Die Verwendung des derzeitigen Gemeindewappens hat die Gemeindevertretung der Gemeinde Meißner am 3. November 1997 beschlossen. Das Wappen wurde in Zusammenarbeit mit dem Hessischen Staatsarchiv Marburg erarbeitet und hat folgende Bedeutung:
Da alle Ortsteile von Meißner einst zur Grafschaft Bilstein gehörten und das von den Grafen von Bilstein gestiftete Prämonstratenserinnenkloster Germerode dort über reichen Besitz verfügte, wurde ein Wappenentwurf gewählt, der diesen historischen Tatsachen Rechnung trägt. Das Wappen der Grafen von Bilstein ist durch Siegel aus dem 13. Jahrhundert bekannt. Es zeigt drei aufgerichtete Beile 2:1, wobei die beiden oberen Beile voneinander abgekehrt sind. Die Wappenfarben sind nicht überliefert. Ein Wappen des Prämonstratenserinnenklosters Germerode konnte nicht ermittelt werden. Da die Siegel des Klosters im 13. und 14. Jahrhundert stets die Heilige Jungfrau Maria als Schutzpatronin zeigen, wurde dieses heraldisch durch eine Lilie als Zeichen der Jungfräulichkeit mit einer Krone darüber als Symbol der Himmelskönigin wiedergegeben. Als Anspielung auf den Berg Meißner, der der Kommune auch den Namen gegeben hat, wurde in den Schildfuß des Wappens ein Dreiberg aufgenommen.

## Kultur und Sehenswürdigkeiten
Zu den Freizeitangeboten für Familien zählt der Bergwildpark Meißner.

## Regelmäßige Veranstaltungen
Jährlich am Wochenende nach Fronleichnam findet ein Country-Festival in dem Ortsteil Abterode statt. Am ersten Advent findet jedes Jahr um die Kirche herum der Weihnachtsmarkt statt.

## Sport
Im Ortsteil Weidenhausen ist der SV Adler Weidenhausen beheimatet. Dessen Fußballmannschaft spielt in der fünftklassigen Hessenliga und trägt die Heimspiele auf dem Sportplatz Charlottenloh aus. Beim Hessenpokal 2008 stieß die Mannschaft bis ins Halbfinale vor.